# Take a Deep Breath
Take a Deep Breath è il secondo album in studio dei Brighton Rock, pubblicato nel 1988 per l'etichetta discografica WEA Records.

## Tracce
1. Can't Stop The Earth From Shaking – 4:27
2. Outlaw – 4:53
3. Hangin' High 'n' Dry – 5:53
4. One More Try – 3:51
5. Ride The Rainbow – 4:17
6. Rebels With A Cause – 4:18
7. Power Overload – 4:16
8. Who's Foolin' Who – 4:16
9. Love Slips Away – 4:10
10. Shootin' For Love – 3:59
11. Unleash The Rage – 5:14

## Formazione
- Gerry McGhee - voce
- Greg Fraser - chitarra
- Stevie Skreebs - basso elettrico
- Johnny Rogers - tastiera
- Mark Cavarzan - batteria